# Finale FIFA Svjetskog klupskog prvenstva
Finale FIFA Svjetskog klupskog prvenstva završna je utakmica Svjetskog klupskog prvenstva u nogometu koje organizira krovna svjetska nogometna organizacija FIFA. Natjecanje je prvi put održano 2000. godine ali je, iz više razloga, bilo odgođeno od 2001. do 2004. Nakon promjene u formatu i spajanja s Interkontinentalnim kupom, prvenstvo je obnovljeno od 2005. godine.
Corinthians i Barcelona su klubovi s najviše pobjeda, obje su momčadi po dva puta osvojili prvenstvo. Brazilske su momčadi najuspješnije, zajedno imaju četiri pobjede. Union of European Football Associations (UEFA) je najuspješnija konfederacija sa sedam naslova od šest različitih europskih klubova.

## Povijest
Za cjelokupnu povjest natjecanja, pogledajte FIFA Svjetsko klupsko prvenstvo § Povijest
Prvo je finale bilo susret dviju brazilskih momčadi i jedno od dva finala gdje se momčad domaćin kvalificirala za završni susret. Vasco da Gama nije uspjela iskoristiti domaću prednost, Corinthians je izašao kao pobjednik susreta, ali tek nakon izvođenja jedanaesteraca rezultatom 4:3, nakon što je poslije prvih 180 minuta susret bio bez pogodaka. Drugo izdanje prvenstva trebalo se održati 2001. u Španjolskoj, s formatom od 12 klubova. Međutom, natjecanje je otkazano 18. svibnja 2001., zbog više čimbenika, od kojih je najveći bio propast FIFA-ine marketinške tvrtke International Sport and Leisure. FIFA se nakon toga dogovorila s Toyotom da spoji Interkontinentalni kup i Svjetsko klupsko prvenstvo u jedno natjecanje.
U prvenstvu 2005., brazilski São Paulo se na putu do finala prvo namučio sa saudijskim Al-Ittihadom. U finalu, jedan gol Mineira bio je dovoljan da se svlada engleski Liverpool; te je tako Mineiro postao i prvi strijelac u finalima Svjetskih klupskih prvenstava . Kad je Internacional pobijedio branitelja svjetskog i južnoameričkog naslova prvaka São Paula u finalu Copa Libertadoresa 2006., kvalificirao se automatski za Svjetsko klupsko prvenstvo 2006. U polufinalu natjecanja, Internacional je pobijedio egipatski Al-Ahly i prošao u finale s Barcelonom. Ondje je kasnim pogotkom Adriana Gabirua Internacional osvojio natjecanje i trofej svjetskih prvaka otišao je ponovo Brazil.
Brazilska dominacija ovim natjecanjem završila se prvenstvu 2007. godine. Talijanski AC Milan prvo je u teškom susretu s japanskim Urawa Red Diamondsima, koje je predvodilo 67 000 navijača na Međunarodnom stadionu u Yokohami, pobijedio rezultatom 1:0 kvalificiravši se za završni susret. Milan je zatim rezultatom 4:2 svladao Bocu Juniors, u finalu koje je postalo značajno po tome što je po prvi put igrač isključen u finalu Svjetskog klupskog prvenstva. Milanov branič Kakha Kaladze iz Gruzije isključen je u 77. minuti susreta, dok se Pablo Ledesma iz argentinskog sastava pridružio Kaladzeu zaradivši crveni karton 11 minuta kasnije. Iduće se godine Manchester United pridružio Milanu, pobijedivši prvo japansku Gamba Osaku s 5:3 u polufinalu. U finalu, engleska je momčad svladala ekvadorski LDU Quito rezultatom 1:0 postavši svjetskim prvakom 2008. godine.
U finalu UEFA Lige prvaka 2009., Barcelona je skinula s trona svjetske i europske prvake Manchester United i kvalificirala se za Svjetsko prvenstvo 2009. U polufinalu prvenstva, Barcelona je svladala meksički Atlante s 3:1 i prošla u finale s Estudiantesom. Nakon vrlo izjednačene utakmice u kojoj se išlo i u produžetke, Lionel Messi glavom je postigao pogodak koji je Barcelonu okrunio svjetskim prvacima i donio im šesti trofej u godinu dana. Prvenstvo 2010. donijelo je prvu momčad koja nije iz Europe ili Južne Amerike u finalu: kongoanski Mazembe pobijedio je brazilski Internacional s 2:0 u polufinalu i prošao u finale s milanskim Interom, koji je do finala stigao svladavši južnokorejski Seongnam Ilhwa Chunma rezultatom 3:0. Internazionale je istim rezultatom pobijedio Mazembe u finalu, osvojivši tako peti trofej u godinu dana.
2011. godine, Barcelona se ponovo iskazala pobijedivši prvo rezultatom 4:0 katarski Al-Sadd u polufinalu. U finalu, Barcelona je ponovila isti rezultat sa Santosom; što je do danas najveća pobjeda u finalima  Svjetskih klupskih prvenstava. Nakon dominacije Europljana, koji su osvojili pet prvenstava zaredom, brazilski je Corinthians u Japanu 2012. postao svjetskim prvakom. U polufinalu je Al-Ahly držao rezultat neizvjesnim kada je Corinthiansov Paolo Guerrero postigao pogodak i poslao svoju momčad u finale. Ondje će Guerrero još jednom postati junak i jedini strijelac susreta u kojem je Corinthians svladao londonski Chelsea rezultatom 1:0, vrativši tako trofej Svjetskog prvenstva u Brazil nakon šest godina.
Europska se dominacija vratila u Maroku 2013. Pobjednik Lige prvaka, Bayern München započeo je prvenstvo s pobjedom od 3:0 nad kineskim Guangzhou Evergrandeom u polufinalu. U finalu ga je čekala Raja Casablanca, koja je postala drugim domaćinom Svjetskog klupskog prvenstva koji se kvalificirao za finale; to su učinili iznenađujuće pobijedivši prvaka Južne Amerike Atlético Mineiro rezultatom 3:1. U finalu, njemačka je momčad svladala domaćine s 2:0 i osvojila svoj prvi naslov svjetskog prvaka. 2014., svjetskim je prvakom po prvi put u svojoj povijesti postao španjolski Real Madrid, u svom drugom nastupu na prvenstvu nakon 2000. U polufinalu je kraljevski klub deklasirao meksički Cruz Azul s 4:0, dok su u finalu rezultatom 2:0 svladali argentinski San Lorenzo na Stade de Marrakech u Marrakechu, Maroko.

## Popis finala
Međunarodni stadion u Yokohami u Japanu bio je šest puta domaćin finala FIFA Svjetskog klupskog prvenstva, što je trenutačni rekord natjecanja. Uz Estádio do Maracanã u Brazilu, to je jedini stadion koji je ugostio finale Svjetskog nogometnog prvenstva i finale Svjetskog klupskog prvenstva (finale Svjetskog prvenstva 2002. igralo se u Yokohami, dok je odlučujuća utakmica Svjetskog prvenstva 1950. i finale 2014. igrano na Maracani). Finale Svjetskog klupskog prvenstva 2000. je najposjećenije finale natjecanja sa 73 000 gledatelja u brazilskom finalu. Trenutačno je to jedino finale u kojem su međusobno igrala dva kluba iz iste države. Finale prvenstva 2013. imalo je najmanji broj gledatelja na stadionu, s posjetom od 37 774.
Finale 2007. bilo je rekorder po broju postignutih pogodaka, sa šest golova od pet različitih igrača, dok je finale 2000. zasad jedino bez pogodaka. Najuvjerljivije finale, s pobjedom od četiri gola razlike, bilo je 2011.
| Izdanje | Pobjednik         | Rezultat         | Drugoplasirani  | Stadion finala                      | Domaćin | Br. gledatelja | Izvori               |
| ------- | ----------------- | ---------------- | --------------- | ----------------------------------- | ------- | -------------- | -------------------- |
| 2000.   | Corinthians       | 0:0 (4:3 pen.)   | Vasco da Gama   | Estádio do Maracanã, Rio de Janeiro | Brazil  | 73 000         | [ 5 ] [ 7 ] [ 41 ]   |
| 2005.   | São Paulo         | 1:0              | Liverpool       | Međunarodni stadion, Yokohama       | Japan   | 66 821         | [ 11 ] [ 42 ] [ 43 ] |
| 2006.   | Internacional     | 1:0              | Barcelona       | Međunarodni stadion, Yokohama       | Japan   | 67 128         | [ 14 ] [ 44 ] [ 45 ] |
| 2007.   | Milan             | 4:2              | Boca Juniors    | Međunarodni stadion, Yokohama       | Japan   | 68 263         | [ 16 ] [ 46 ] [ 47 ] |
| 2008.   | Manchester United | 1:0              | LDU Quito       | Međunarodni stadion, Yokohama       | Japan   | 68 682         | [ 18 ] [ 48 ] [ 49 ] |
| 2009.   | Barcelona         | 2:1 (produžetci) | Estudiantes     | Stadion šeika Zajeda, Abu Dhabi     | UAE     | 43 050         | [ 50 ] [ 51 ] [ 52 ] |
| 2010.   | Internazionale    | 3:0              | TP Mazembe      | Stadion šeika Zajeda, Abu Dhabi     | UAE     | 42 174         | [ 27 ] [ 53 ] [ 54 ] |
| 2011.   | Barcelona         | 4:0              | Santos          | Međunarodni stadion, Yokohama       | Japan   | 68 166         | [ 29 ] [ 50 ] [ 55 ] |
| 2012.   | Corinthians       | 1:0              | Chelsea         | Međunarodni stadion, Yokohama       | Japan   | 68 275         | [ 32 ] [ 41 ] [ 56 ] |
| 2013.   | Bayern München    | 2:0              | Raja Casablanca | Stade de Marrakech, Marrakesh       | Maroko  | 37 774         | [ 35 ] [ 57 ] [ 58 ] |
| 2014.   | Real Madrid       | 2:0              | San Lorenzo     | Stade de Marrakech, Marrakesh       | Maroko  | 38 345         | [ 37 ] [ 59 ] [ 60 ] |

## Uspješnost

### Klubovi
Corinthians i Barcelona dijele rekord prvenstva za najviše pobjeda; oba su kluba dvaput osvajala natjecanje. Corinthians je jedini klub koji je osvojio prvenstvo kvalificiravši se isključivo kao nacionalni prvak države domaćina, ne osvojivši nijedno kontinentalno natjecanje. Barcelona drži rekord za najviše nastupa, s tri. TP Mazembe i Raja Casablanca su jedini sudionici finala koji ne dolaze ni iz Europe niti Južne Amerike.
| Uspješnost po klubu | Uspješnost po klubu | Uspješnost po klubu | Uspješnost po klubu | Uspješnost po klubu | Uspješnost po klubu |
| Država              | Klub                | Pob.                | 2. mj.              | God. osvajanja      | God. 2. mjesta      |
| ------------------- | ------------------- | ------------------- | ------------------- | ------------------- | ------------------- |
|                     | Barcelona           | 2                   | 1                   | 2009., 2011.        | 2006.               |
|                     | Corinthians         | 2                   | 0                   | 2000., 2012.        | —                   |
|                     | São Paulo           | 1                   | 0                   | 2005.               | —                   |
|                     | Internacional       | 1                   | 0                   | 2006.               | —                   |
|                     | Milan               | 1                   | 0                   | 2007.               | —                   |
|                     | Manchester United   | 1                   | 0                   | 2008.               | —                   |
|                     | Internazionale      | 1                   | 0                   | 2010.               | —                   |
|                     | Bayern München      | 1                   | 0                   | 2013.               | —                   |
|                     | Real Madrid         | 1                   | 0                   | 2014.               | —                   |
|                     | Vasco da Gama       | 0                   | 1                   | —                   | 2000.               |
|                     | Liverpool           | 0                   | 1                   | —                   | 2005.               |
|                     | Boca Juniors        | 0                   | 1                   | —                   | 2007.               |
|                     | LDU Quito           | 0                   | 1                   | —                   | 2008.               |
|                     | Estudiantes         | 0                   | 1                   | —                   | 2009.               |
|                     | TP Mazembe          | 0                   | 1                   | —                   | 2010.               |
|                     | Santos              | 0                   | 1                   | —                   | 2011.               |
|                     | Chelsea             | 0                   | 1                   | —                   | 2012.               |
|                     | Raja Casablanca     | 0                   | 1                   | —                   | 2013.               |
|                     | San Lorenzo         | 0                   | 1                   | —                   | 2014.               |

### Države
Brazilska Campeonato Brasileiro Série A najuspješnija je nogometna liga Svjetskih klupskih prvenstava, sa šest titula 2000., 2005., 2006. i 2012. Španjolska La Liga je na drugom mjestu s tri naslova 2009., 2011. i 2014., dok je talijanska Serie A na trećem mjestu s dva naslova 2007. i 2010. Serie A i njemačka Bundesliga su jedine lige s neporaženim predstavnicima na prvenstvu. Argentinska Primera División drži neslavni rekord od najviše poraza u finalu bez osvajanja ijednog naslova; njezini predstavnici gubili su finala 2007., 2009. i 2014.
| Brazil     | 6 | 4 | 2 |
| Španjolska | 4 | 3 | 1 |
| Italija    | 2 | 2 | 0 |
| Engleska   | 3 | 1 | 2 |
| Njemačka   | 1 | 1 | 0 |
| Argentina  | 3 | 0 | 3 |
| Ekvador    | 1 | 0 | 1 |
| DR Kongo   | 1 | 0 | 1 |
| Maroko     | 1 | 0 | 1 |

### Konfederacije
UEFA (Union of European Football Associations) je najuspješnija konfederacija sa sedam naslova. UEFA i južnoamerički CONMEBOL (Confederación Sudamericana de Fútbol) imaju po deset finalista, što je rekord natjecanja. Confédération Africaine de Football, ili CAF, je jedina ostala konfederacija s predstavnikom u finalu Svjetskog klupskog prvenstva.
| UEFA (Europa)            | 10 | 7 | 3 |
| CONMEBOL (Južna Amerika) | 10 | 4 | 6 |
| CAF (Afrika)             | 2  | 0 | 2 |

## Vanjske poveznice
- Službena stranica Svjetskog klupskog prvenstva (engl.) (fr.) (njem.) (port.) (šp.) (arap.)